# 吉田勝己
吉田 勝已（よしだ かつみ、1948年（昭和23年）11月23日 - ）は、日本の実業家。日本を代表する競走馬生産牧場として知られるノーザンファームの代表及び北海道乗馬連盟会長を務める。

## 経歴
1948年11月23日、当時社台牧場千葉富里分場の経営者であった吉田善哉の次男として生まれる。1歳上の兄に照哉、3歳下の弟に晴哉がいる。出生当日に天皇賞（秋）を制したカツフジにあやかり「勝哉」と名づけられるはずであったが、出生当時に限り「哉」が人名用漢字と認められていなかったことから、勝已と名づけられた。幼少より馬に親しみ、小学校4年次に母と兄弟が東京都港区に購入した家に移ったのちも、勝已だけは善哉の勧めで牧場に残り、雑用を手伝っていた。小学校卒業後は東京に移り、青山学院中等部、慶應義塾高等学校を経て慶應義塾大学商学部に進学。高校、大学では馬術に没頭し、また、その活動を通じて妻となる和美とも知り合った。
大学4年次の末から、照哉が管理を任されていたイギリスのリッジウッド・スタッドを手伝いに入ったが、遊蕩し2カ月で日本に帰され、以後は善哉が北海道早来町に新設する社台ファーム早来（後のノーザンファーム）の建設作業に2年間従事した。その完成後は場長を任され、アンバーシャダイが1981年に有馬記念を制したのを皮切りに、数々の八大競走、GI級競走優勝馬を生み出した。
他方、社台ファーム白老の生産馬でGI競走2勝を挙げたサッカーボーイの引退に際しては、種牡馬としての繋養場所を巡って善哉と対立した。輸入種牡馬の優越を主張する善哉に対し、勝己は同馬の優れたスピードは輸入馬に劣らず、社台で繋養すべきだと説き、これを認めさせた。この出来事について勝己は後年「兄貴（照哉）は若い時から海外へ行って、アメリカの競馬や生産も目の当たりにしてきた。私の学生時代は馬術に熱中していて、関東学生選手権で優勝したり、インカレで2位になったり。競馬や生産にしても、基本的には日本でしか見ていませんでしたから、内国産種牡馬に対しての思い入れはあったかもしれません」と語っている。
1989年には妻・和美とともに乗馬文化普及をテーマとした公園・ノーザンホースパークを創業した。これは従業員の乗馬技術の向上や、生産馬が余生を送る場所の設置という目的もあった。自身も北海道乗馬連盟会長を務め、北海道の馬術競技振興に尽力している。
1993年8月に善哉が死去すると、照哉が場長を務める社台ファーム千歳、勝己の社台ファーム早来、そして社台ファーム白老は、それぞれ社台ファーム、ノーザンファーム、白老ファームに分社化され、独立した牧場となった。
1999年、ノーザンファームは東京優駿（日本ダービー）に優勝したアドマイヤベガらの活躍で初めてリーディングブリーダー（生産馬の獲得賞金額首位）となり、以降も社台ファームと首位の座を争い続けている。両牧場のライバル関係について勝己は「スタッフの間ではお互いをライバルだと思って気合いが入っている人も多いでしょう。それはそれでいいことですが、兄弟の間では意識していませんね」と述べている。
2005年にはディープインパクトが中央競馬史上6頭目のクラシック三冠を達成、最終的にはシンボリルドルフ以来の「七冠馬」となり、2008年に社台グループの生産馬として初めて中央競馬の殿堂入りを果たした。

## 親族

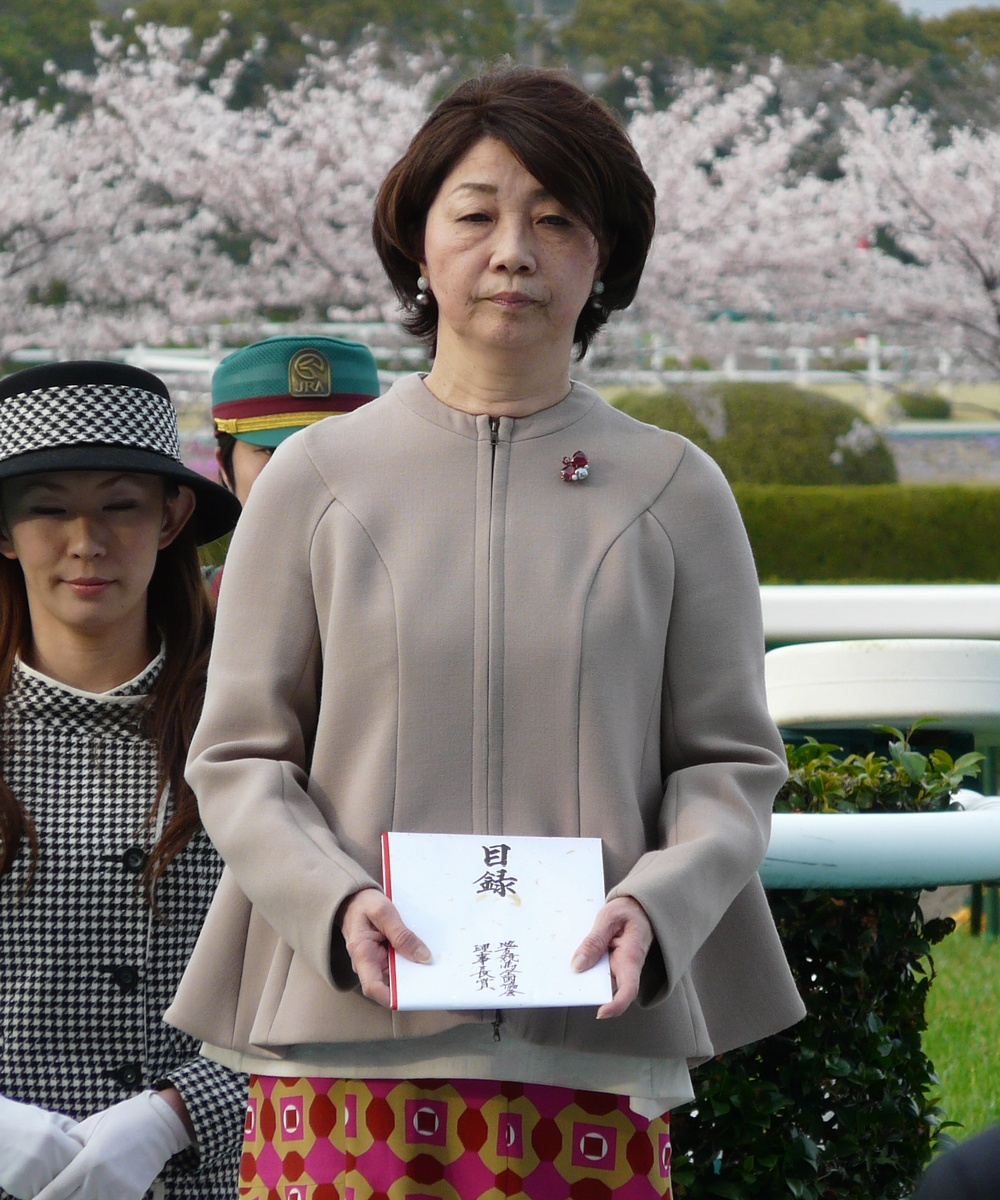
妻の吉田和美

- 吉田善太郎（曾祖父・北海道開拓功労者）
- 吉田善助（祖父・社台牧場創業者）
- 吉田善哉（父・社台グループ創業者）
- 吉田和子（母・馬主）
- 吉田和美（妻・馬主）
- 吉田俊介（長男・サンデーレーシング代表）
- 吉田照哉（兄・社台ファーム代表）
- 吉田千津（義姉・馬主）
  - 吉田哲哉（甥・社台レースホース代表[10]）
- 吉田晴哉（弟・追分ファーム代表）
- 吉田安恵（義妹・馬主）
  - 吉田正志（甥・G1レーシング代表[10]）
- 米本昌史（娘婿・シルクレーシング代表）

## 主な生産馬
JRA顕彰馬となったものにキングカメハメハ、ディープインパクト、ジェンティルドンナ、アーモンドアイ、JRA賞年度代表馬となったものにエアグルーヴ、ジャングルポケット、ディープインパクト、アドマイヤムーン、ブエナビスタ、ジェンティルドンナ、アーモンドアイ、リスグラシュー、エフフォーリア、イクイノックス、ドウデュースがいる。

## 主な所有馬

### 吉田勝己名義

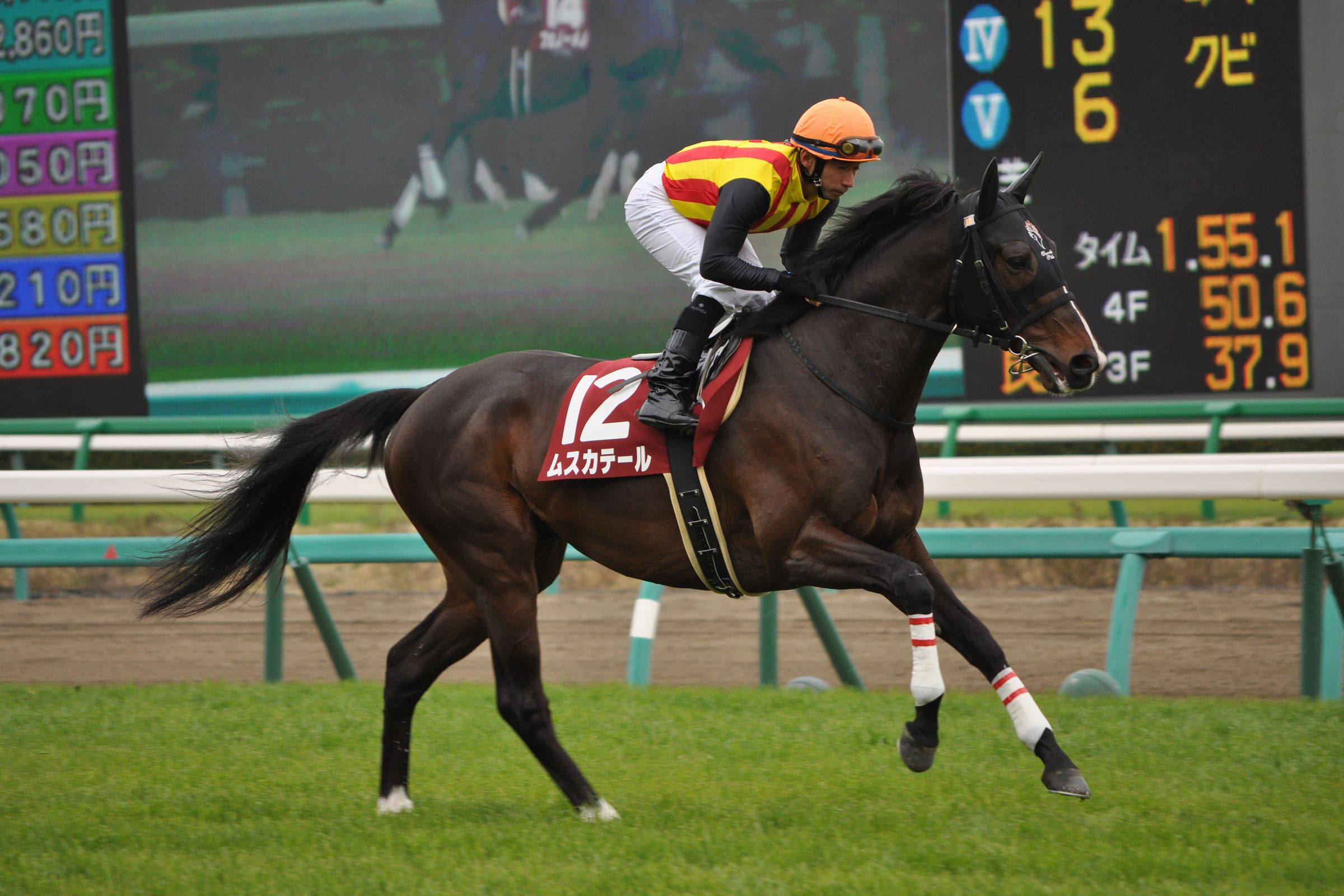
勝己の勝負服色

吉田勝己名義の競走馬は大半が社台グループオーナーズの所属馬であるが、LEX PROの所属馬（ゴールドドリームなど）や他馬主から中途購入した個人所有馬も含まれる。
GI競走優勝馬
- ダンスパートナー（1995年優駿牝馬、1996年エリザベス女王杯など重賞3勝）
- フラワーパーク（1996年高松宮杯、スプリンターズステークスなど重賞3勝）
- ゴールドドリーム（2017年フェブラリーステークス、チャンピオンズカップ、2018年・2019年かしわ記念、2018年帝王賞など重賞6勝[11]）
- ステレンボッシュ（2024年桜花賞）
- コスタノヴァ（2025年フェブラリーステークスなど重賞2勝）

その他重賞競走優勝馬
- スカーレットブーケ（1990年札幌3歳ステークス、1991年クイーンカップ、1992年京都牝馬特別、中山牝馬ステークス）
- メローフルーツ（1993年札幌3歳ステークス）
- エクセレンスロビン（1993年新潟3歳ステークス）
- エリザベスローズ（1993年セントウルステークス）
- マックロウ（2001年京都記念）
- デモリションマン（2004年新潟ジャンプステークス）
- サンバレンティン（2006年福島記念、2007年七夕賞）
- ポップロック（2007年目黒記念）
- セイクリッドバレー（2011年新潟大賞典）
- クリーバレン（2011年新潟ジャンプステークス）
- エピセアローム（2011年小倉2歳ステークス、2012年セントウルステークス）
- ムスカテール（2013年目黒記念）
- ミトラ（2014年福島記念、2015年金鯱賞）
- テトラドラクマ（2018年クイーンカップ）
- メドウラーク（2018年七夕賞、2019年阪神ジャンプステークス）
- アウィルアウェイ（2020年シルクロードステークス）
- オールアットワンス（2021年・2023年アイビスサマーダッシュ）
- アイスジャイアント（2021年JBC2歳優駿）
- シャバーサナ/Shavasana（2023年オークスイタリアーノ[12]）
- ヴィブラフォン（2023年神奈川記念）[13]
- スマイルスルー（2024年京都ジャンプステークス、2025年小倉ジャンプステークス）
- メルキオル（2025年ブルーバードカップ）
- ヴェイルネビュラ（2025年阪神スプリングジャンプ）
- イミグラントソング（2025年ニュージーランドトロフィー）

その他の馬
- ジャングルポケット（取得後は未勝利）
- ベッラレイア（取得後は未勝利）

### 吉田和美名義

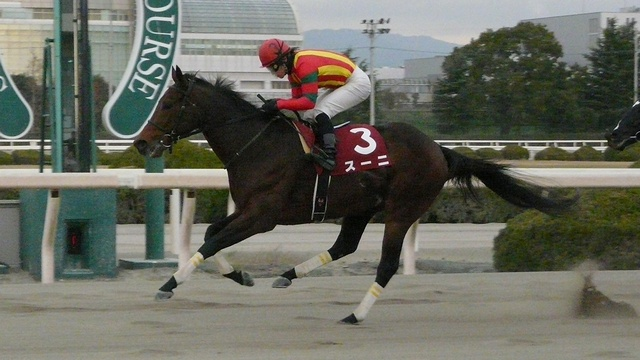
和美の勝負服色

吉田和美名義の所有馬は外国産馬、セールでノーザンファームが購入した他牧場生産馬が多数を占める。その他、健康面などの諸事情によりクラブでの募集やセールへの上場が叶わなかったノーザンファーム生産馬も含まれる。

#### GI級競走優勝馬
- スーニ（2008年全日本2歳優駿、2009年・2011年JBCスプリントなど重賞9勝）
- テスタマッタ（2009年ジャパンダートダービー 2012年フェブラリーステークスなど重賞4勝）
- キンシャサノキセキ（2010年・2011年高松宮記念など重賞7勝）
- ジャガーメイル（2010年天皇賞・春）
- モーリス（2015年安田記念、マイルチャンピオンシップ[14]）

#### その他重賞競走優勝馬
- ジャリスコライト（2006年京成杯）
- ロックドゥカンブ（2007年ラジオNIKKEI賞、セントライト記念）
- マーティンボロ（2014年中日新聞杯、新潟記念）
- エスメラルディーナ（2014年関東オークス、2015年トゥクソムカップ）
- ユーロビート（2015年マーキュリーカップ）
- アルビアーノ（2015年フラワーカップ、スワンステークス）[15]
- メラグラーナ（2017年オーシャンステークス）
- ラーゴブルー（2019年マリーンカップ）
- フィアーノロマーノ（2019年ダービー卿チャレンジトロフィー、2020年京阪杯）
- グロリアムンディ（2023年ダイオライト記念、平安ステークス）[16]
- パライバトルマリン（2023年関東オークス）[17]
- ビザンチンドリーム（2024年きさらぎ賞、2025年レッドシーターフハンデキャップ）
- カズタンジャー（2025年マーキュリーカップ）